# Pelikaansvoeten
De pelikaansvoeten (Aporrhaidae) zijn een familie van weekdieren uit de klasse van de Gastropoda (slakken).

## Geslachten
- Aporrhais da Costa, 1778
- Arrhoges Gabb, 1868
- Dicroloma Gabb, 1868 †
- Drepanocheilus Meek, 1864 †
- Helicaulax Gabb, 1868 †
- Hemichenopus Steinmann & Wilkens, 1908 †
- Struthioptera Finlay & Marwick, 1937 †
- Tessarolax Gabb, 1864 †